# Wode Maya
Wode Maya est un Youtubeur, entrepreneur et influenceur web ghanéen.

## Biographie

### Carrière
Il commence par des vlog sur son expérience en Chine. Il parcourt les pays d'Afrique et montre des réussites. 
Il construit sa notoriété grâce aux vidéos de sa chaine Youtube "WODE MAYA". Ses vidéos sont vues par plusieurs dizaines de milliers de spectateurs dès les premières heures.
Ses chaînes YouTube et Facebook sont les plus suivies sur les réseaux sociaux ghanéens et d'Afrique.

### Business Modèle
Sur sa chaine Youtube, il rencontre et donne de la visibilité à des "success story" africaines. 